# Bryan Beller
Bryan Beller est un bassiste américain né le 6 mai 1971. Il est membre du groupe The Aristocrats et joue avec Mike Keneally, Joe Satriani, Steve Vai, Dweezil Zappa ou encore James LaBrie.

## Discographie

### Solo
- 2003 : View (en)
- 2008 : Thanks In Advance (en)

### The Aristocrats
- 2011 : The Aristocrats (en)
- 2013 : Culture Clash (en)
- 2015 : Culture Clash Live! (en)
- 2016 : Tres Caballeros (en)

### Brian Maillard
- 2014 : Réincarnation.